# Thaptomys nigrita
Thaptomys nigrita (tidigare Akodon nigrita) är en däggdjursart som först beskrevs av Lichtenstein 1829.  Thaptomys nigrita är ensam i släktet Thaptomys som ingår i familjen hamsterartade gnagare. Inga underarter finns listade.
Djuret påminner om en sork i utseende. Arten har en mörk, ibland svartaktig päls och svansen når bara halva längden av övriga kroppen. Thaptomys nigrita blir 82 till 116 mm lång (huvud och bål), har en 30 till 50 mm lång svans och cirka 10 mm långa öron. Arten har långa klor vid framtassarna och kortare klor vid bakfötterna. Dessutom förekommer ett ganska robust byggt huvud. Arten förs till ett eget släkte på grund av avvikande detaljer av skallens konstruktion.
Denna gnagare förekommer i Sydamerika i sydöstra Brasilien, norra Uruguay, norra Argentina och östra Paraguay. Arten vistas vanligen i låglandet men den hittas ibland i bergstrakter. Habitatet utgörs av skogar, buskskogar och jordbruksmark. Individerna håller främst till på marken och äter huvudsakligen insekter.
Arten gräver tunnelsystem i lövskiktet eller i jordens översta lager. Troligen lever flera exemplar samtidig i samma tunnelsystem. Upphittade honor var dräktiga med tre till fem ungar.
Ett skelett som förvaras av Danmarks Naturhistoriska Museum och som beskrevs av Lund med artepitet orycter bör kanske godkännas som art. Formen listas av Mammal Species of the World som synonym.